# Pelochrista
Pelochrista este un gen holarctic de molii aparținând subfamiliei Olethreutinae din familia Tortricidae.

## Specii
- Pelochrista agrestana (Treitschke, 1830)
- Pelochrista alexinschiana (Peiu & Nemes, 1968)
- Pelochrista apheliana (Kennel, 1901)
- Pelochrista arabescana (Eversmann, 1844)
- Pelochrista argenteana (Walsingham, 1895)
- Pelochrista aureliana Popescu-Gorj, 1984
- Pelochrista bleuseana (Oberthr, 1888)
- Pelochrista buddhana (Kennel, 1919)
- Pelochrista caecimaculana (Hübner, [1796-1799])
- Pelochrista caementana (Christoph, 1872)
- Pelochrista cannatana (Trematerra, 2000)
- Pelochrista chanana (Kennel, 1901)
- Pelochrista collilonga Blanchard & Knudson, 1984
- Pelochrista confidana (Chrtien, 1915)
- Pelochrista daemonicana (Heinrich, 1923)
- Pelochrista dagestana (Obraztsov, 1949)
- Pelochrista danilevskyi Kostyuk, 1975
- Pelochrista decolorana (Freyer, 1842)
- Pelochrista dernina (Turati, 1930)
- Pelochrista dira Razowski, 1972
- Pelochrista disquei (Kennel, 1901)
- Pelochrista duercki Osthelder, 1941
- Pelochrista edrisiana (Chrtien, in Oberthr, 1922)
- Pelochrista elegantana (Kennel, 1901)
- Pelochrista emaciatana (Walsingham, 1884)
- Pelochrista eversmanni (Kennel, 1901)
- Pelochrista expolitana (Heinrich, 1923)
- Pelochrista figurana Razowski, 1972
- Pelochrista fratruelis (Heinrich, 1923)
- Pelochrista frustata Razowski, 2006
- Pelochrista fulvostrigana (Constant, 1888)
- Pelochrista fuscosparsa (Walsingham, 1895)
- Pelochrista fusculana (Zeller, 1847)
- Pelochrista griseolana (Zeller, 1847)
- Pelochrista hepatariana (Herrich-Schffer, 1851)
- Pelochrista huebneriana (Lienig & Zeller, 1846)
- Pelochrista idahoana (Kearfott, 1907)
- Pelochrista idotatana (Kennel, 1901)
- Pelochrista infidana (Hübner, [1823-1824])
- Pelochrista invisitana Kuznetzov, 1986
- Pelochrista jodocana (Kennel, 1919)
- Pelochrista kuznetzovi Kostyuk, 1975
- Pelochrista labyrinthicana (Christoph, 1872)
- Pelochrista latericiana (Rebel, 1919)
- Pelochrista latipalpana (Razowski, 1967)
- Pelochrista lineolana Kuznetzov, 1964
- Pelochrista mancipiana (Mann, 1855)
- Pelochrista marmaroxantha (Meyrick in Caradja & Meyrick, 1937)
- Pelochrista medullana (Staudinger, 1880)
- Pelochrista metariana (Heinrich, 1923)
- Pelochrista metria Falkovitsh, 1964
- Pelochrista modicana (Zeller, 1847)
- Pelochrista mollitana (Zeller, 1847)
- Pelochrista muhabbet Kocak, in Kocak & Kemal, 2006
- Pelochrista notocelioides Oku, 1972
- Pelochrista obscura Kuznetzov, 1978
- Pelochrista occipitana (Zeller, 1875)
- Pelochrista ornamentana (Rebel, 1916)
- Pelochrista ornata Kuznetzov, 1967
- Pelochrista pallidipalpana (Kearfott, 1905)
- Pelochrista palousana (Kearfott, 1907)
- Pelochrista palpana (Walsingham, 1879)
- Pelochrista passerana (Walsingham, 1879)
- Pelochrista pfisteri (Obraztsov, 1952)
- Pelochrista pollinaria Diakonoff, 1971
- Pelochrista popana (Kearfott, 1907)
- Pelochrista powelli Wright, 2005
- Pelochrista praefractana (Kennel, 1901)
- Pelochrista reversana (Kearfott, 1907)
- Pelochrista rorana (Kearfott, 1907)
- Pelochrista ruschana (Obraztsov, 1943)
- Pelochrista scintillana (Clemens, 1865)
- Pelochrista sordicomana (Staudinger, 1859)
- Pelochrista subtiliana (Jckh, 1960)
- Pelochrista succineana (Kennel, 1901)
- Pelochrista tahoensis (Heinrich, 1923)
- Pelochrista teleopa Razowski, 2006
- Pelochrista tholera Falkovitsh, 1964
- Pelochrista tibetana (Caradja, 1939)
- Pelochrista tolerans (Meyrick, 1930)
- Pelochrista tornimaculana (Zerny, 1935)
- Pelochrista turiana (Zerny, 1927)
- Pelochrista umbraculana (Eversmann, 1844)
- Pelochrista vandana (Kearfott, 1907)
- Pelochrista womonana (Kearfott, 1907)
- Pelochrista zomonana (Kearfott, 1907)

## Legături externe
- tortricidae.com